# Galenia rigida
Galenia rigida är en isörtsväxtart som beskrevs av Robert Stephen Adamson. Galenia rigida ingår i släktet galenior, och familjen isörtsväxter. Inga underarter finns listade i Catalogue of Life.